# Dorippidae
Die Dorippidae sind eine Familie der Krabben (Brachyura) mit 22 Arten. Es sind freilebende Krabben, welche das Flach- oder Tiefwasser besiedeln.

## Merkmale
Der Carapax ist gewöhnlich annähernd oval, wobei der hintere Teil breiter ist. Die Oberfläche ist glatt bis körnig, oft mit tiefen Grübchen, manchmal erinnert die Rückenzeichnung an ein menschliches Gesicht. Die Augen sind immer frei. Die Naht zwischen den Sternalsegmenten 5 und 6 (S5/6) ist innenseitig unterbrochen, die Naht deutlich konkav Richtung Mundhöhle, die Innenkante macht eine scharfe Biegung nach vorn. Der Höcker für den Druckknopf-Arretiermechanismus liegt am umgebogenen Teil von S5/6. Der Penis liegt coxal und stülpt sich über ein langes Rohr auf der Coxa des letzten Schreitbeins aus und sitzt an einer schräg-querverlaufenden seichten Grube auf dem siebten und achten Segment. Zu seinem Schutz gibt es mehrere coxo-sternale Bildungen.

## Lebensweise
Dorippidae tragen mit den beiden hinteren, größenreduzierten Schreitbeinpaaren häufig Lebewesen und Gegenstände wie Schwämme, Schalenteile, Seeanemonen, Seegurken etc. zur Tarnung.

## Systematik
Zur Familie gehören folgende Gattungen (ausgestorbene sind mit † gekennzeichnet):
- † Archaeocypoda Secretan, 1975
- † Bartethusa Quayle & Collins, 1981
- Dorippe Weber, 1795
- Dorippoides Serène & Romimohtarto, 1969
- † Eodorippe Glaessner, 1980
- Heikeopsis Ng, Guinot & Davie, 2008
- † Hillius Bishop, 1983
- Medorippe Manning & Holthuis, 1981
- Neodorippe Serène & Romimohtarto, 1969
- Nobilum Serène & Romimohtarto, 1969
- Paradorippe Serène & Romimohtarto, 1969
- Philippidorippe H. Chen, 1986
- Phyllodorippe Manning & Holthuis, 1981
- † Sodakus Bishop, 1978
- † Telamonocarcinus Larghi, 2004
- † Tepexicarcinus Feldmann, Vega, Applegate & Bishop, 1998
- † Titanodorippe Blow & Manning, 1996